# Marisol Malaret
Marisol Malaret Contreras (Utuado, Puerto Rico, 13 de octubre de 1949-San Juan, Puerto Rico, 19 de marzo de 2023)fue una modelo y  presentadora de televisión puertorriqueña, conocida por ser la primera Miss Puerto Rico en ostentar el título de Miss Universo en 1970.

## Biografía
Tenía ocho años cuando sus progenitores fallecieron. Desde ese momento su tía asumió la crianza de Marisol y la de su hermano Jesús Antonio. Desde Isla Verde ambos se mudaron a una urbanización en Puerto Nuevo. La muerte de sus padres, cuando aún era una niña, la obligó a trabajar desde muy joven para ayudar sostener a su hermano y a su tía. Gracias a esta, Marisol aprendió temprano en la vida que para poder alcanzar toda meta era necesario trabajar con esfuerzo, perseverancia y disciplina. 
Cerca de su nueva casa, Marisol cursó sus estudios elementales en el Colegio La Merced y posteriormente se graduó de la Escuela Superior Gabriela Mistral. Mientras vivió con su tía Esther. Sin embargo, cuando su tía se enteró de los planes de su sobrina se opuso firmemente a que se dedicara a trabajar como modelo. Tiempo después ingresó a la Universidad de Puerto Rico donde completó un grado asociado en ciencias secretariales. Luego de completar su educación comenzó a trabajar como secretaria ejecutiva en la International Telephone and Telegraph Company, empresa que posteriormente se convirtió en la Telefónica de Puerto Rico. Curiosamente, en dicha compañía algunos de sus colegas la estimularon para que compitiera en el concurso de belleza Miss Puerto Rico.
Nuevamente el modelaje tocaba a sus puertas y esta vez Doña Esther Contreras fue convencida para que le permitiera a su sobrina desempeñarse como modelo. Tenía todo a su favor.
El 19 de marzo de 2023, su amigo y publicista dio a conocer la noticia de su fallecimiento en un hospital de la Zona Metropolitana de Puerto Rico.

## Carrera

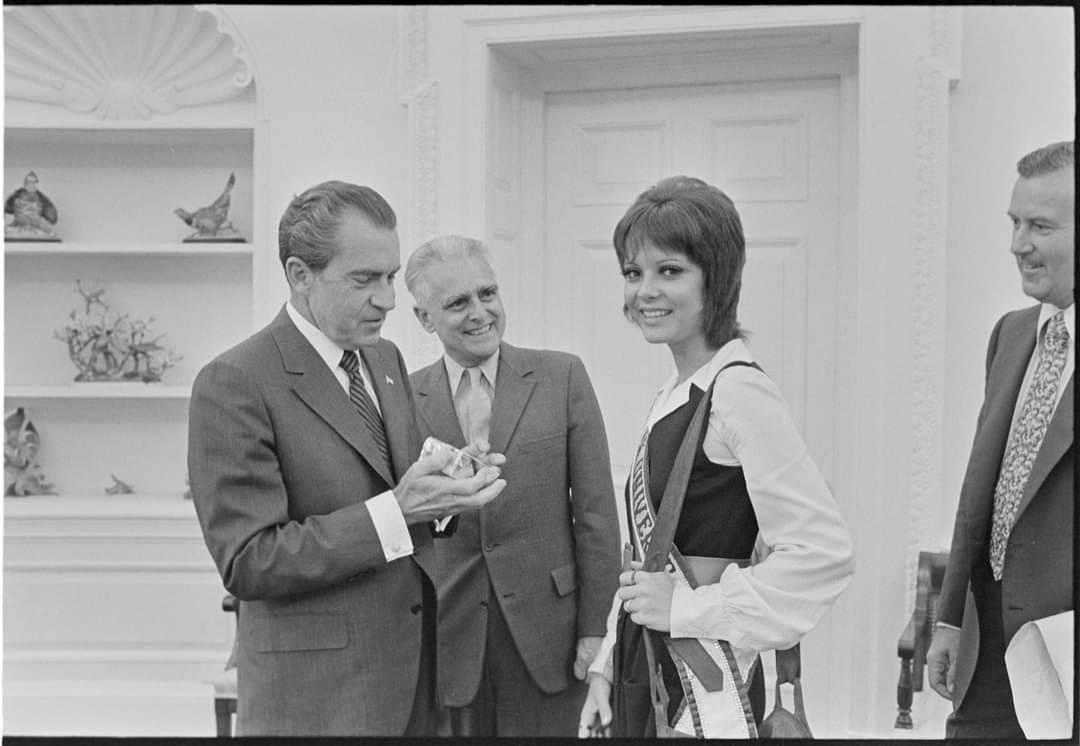
Malaret con el entonces presidente de los Estados Unidos, Richard Nixon, en la Oficina Oval en 1970.

Marisol Malaret realizó distintos tipos de trabajos. Laboró limpiando casas y ventanas, entre otras cosas.
Posteriormente, sus brillantes ojos azules y su atractivo rostro la llevaron a incursionar en la televisión. En ese medio participó, junto a otras jóvenes, en una grabación que el cantante argentino Sandro realizó para WAPA-TV. En el grupo de chicas su belleza sobresalía de las demás. Así lo percibió el productor Rolando Menéndez quien de inmediato le recomendó a la joven que siguiera una carrera en el campo del modelaje. Marisol no tuvo reparos. Sus primeras fotos profesionales fueron obra del fotógrafo Kuri Díaz. Sus cualidades físicas, específicamente su hermoso rostro y el ser alta y delgada le merecieron una beca para estudiar modelaje en la Academia Polaina que entonces dirigía la forjadora de reinas Ana Santiesteban, la directora de la Academia. En la competencia, celebrada el 21 de junio de 1970, Marisol Malaret fue elegida Señorita Puerto Rico, nueva reina de belleza del País. En aquellos tiempos a las ganadoras del concurso se le otorgaba un cetro, una corona y una capa, elementos que creaban la ilusión de que era una auténtica reina. Como de costumbre, la joven ganadora tuvo la oportunidad de representar a Puerto Rico en el certamen internacional Miss Universo. Para dicha competencia Marisol Malaret concursó a beneficio de la Sociedad de Niños y Adultos Lisiados del País. Cabe señalar que todos los gastos para asistir al certamen fueron cubiertos por la ITT. Las cosas no podían ir mejor, hasta que unos días antes de que el concurso se celebrara, la aspirante perdió todo su ajuar en las inundaciones que afectaron a Puerto Nuevo, Puerto Rico en 1970. No obstante, la modelo Ivonne Coll aseguró la participación de Malaret al prestarle los trajes que luego aquella utilizó para competir en Miss Universo. Un mes después de haber ganado la corona de Señorita Puerto Rico, el certamen internacional fue celebrado en la candente ciudad de Miami, Florida específicamente en el Miami Beach Auditorium ahora conocido como el Jackie Gleason Theater. Con tan sólo 20 años Marisol compitió contra 69 representantes de distintos países. La favorita era la norteamericana Debbie Shelton. Pero el jurado, compuesto por especialistas provenientes de Japón, Inglaterra y Brasil, falló a favor de la puertorriqeña Marisol Malaret. Así, el 11 de julio de 1970 la joven hizo historia al convertirse en la primera mujer puertorriqueña en recibir la corona del certamen Miss Universo. Su triunfo en el certamen de belleza Miss Universo, le dio un nuevo sentido a su vida al igual que a la de miles de sus hermanos puertorriqueños. Dirigió brillantemente la revista Imagen hasta 1990, luego fundó y dirigió la revista Caras, hasta que, en 2000, la ejecutiva puertorriqueña renunció a su puesto en la misma, cerrando así otro capítulo exitoso en su carrera profesional. En ese mismo año la incansable trabajadora regresó a la televisión con los programas Ética TV (Canal 6) y Frecuencia Ética (Canal 40). Ambos proyectos se realizaron con la idea de que los ciudadanos participen en la lucha contra la corrupción promoviendo los valores éticos y morales en la sociedad del País.

## Miss Universo
| Final results      | Contestant |
| ------------------ | --- |
| Miss Universe 1970 | - - Marisol Malaret |
| 1st runner-up      | - - Deborah Shelton |
| 2nd runner-up      | - - Joan Lydia Zealand |
| 3rd runner-up      | - - Jun Shimada |
| 4th runner-up      | - - Beatriz Martha Gross |
| Top 15             | - - Eliane Fialho Thompson - - Kristina Hanzalová - - Angelique Bourlessa - - Hilary Anne Best - - Mabel Hawkett - - Anna Zamboni - - Josephine Lena Wong Jaw Leng - - Britt Johansson - - Diane Jane Roth - - Bella La Rosa |